# Conservatorio di Strasburgo
Il Conservatorio regionale di Strasburgo è un conservatorio a diffusione regionale, un istituto di educazione artistica approvato e controllato dallo Stato (Direzione generale della creazione artistica del Ministero della cultura e della comunicazione), rappresentato dalla direzione regionale degli Affari culturali (DRAC), ospitato all'interno della Cité de la musique et de la danse. Offre tre specialità, musica, coreografia e teatro. Si trova a Strasburgo (Basso Reno, Francia). Ospita nei suoi locali l'Accademia Superiore di Musica raggruppata in una unica con la Scuola Superiore d'Arte di Mulhouse e la Scuola Superiore di Arti Decorative di Strasburgo all'interno della Haute École des Arts du Rhin.

## Storia

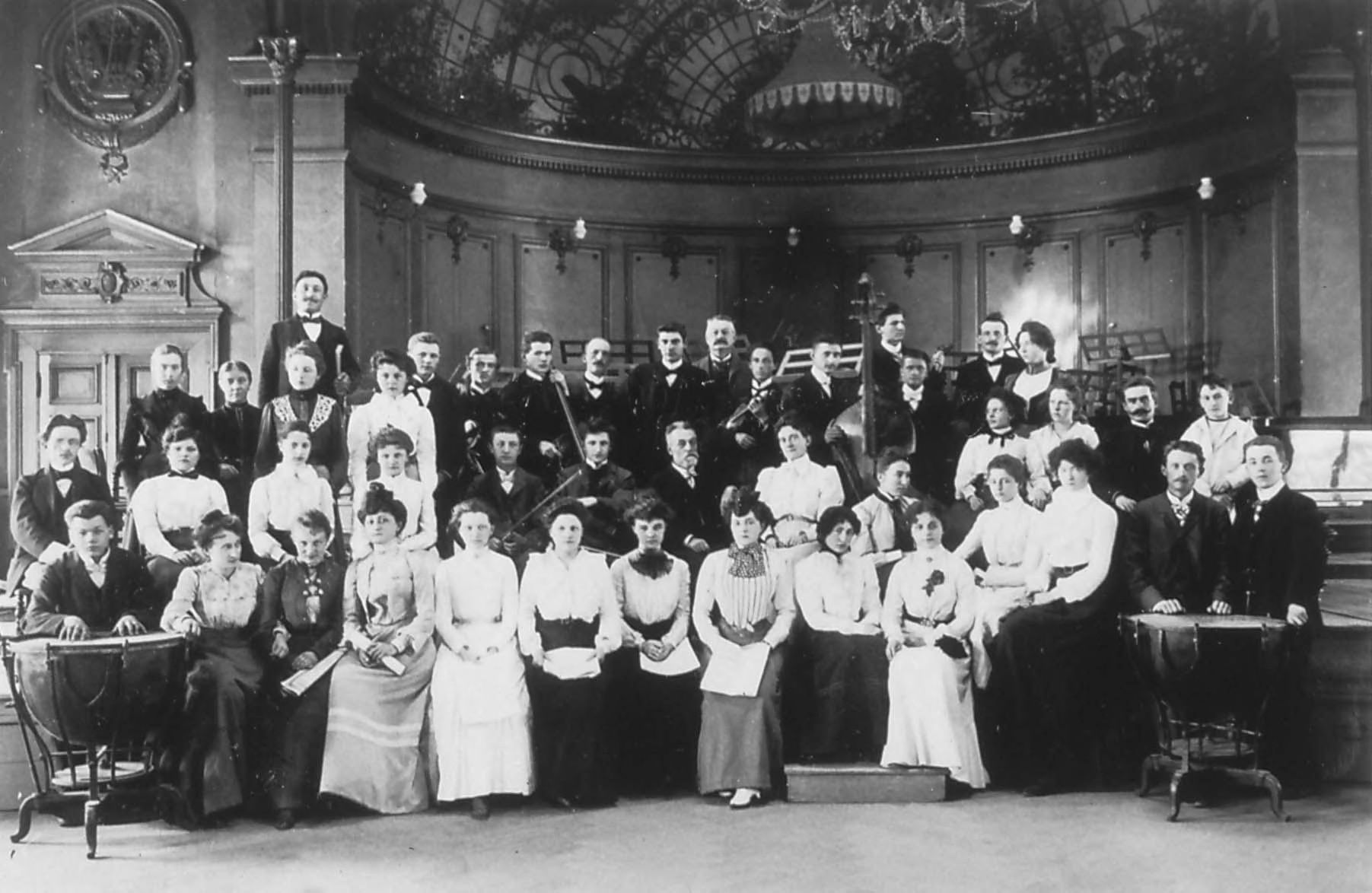
Franz Stockhausen circondato da un gruppo di insegnanti e studenti del Conservatorio (sala dell'Aubette)

La creazione del conservatorio è ufficialmente datata 3 dalla città di Strasburgo, in seguito alla donazione nel 1839 di un amante dell'arte, l'avvocato Louis Apffel.
Fu proprio questo lascito dell'Apffel di una cifra piuttosto considerevole (più di 400.000 franchi dell'epoca) che permise al comune di allestire un conservatorio da cui sarebbe scaturita anche un'orchestra. Entrambi verranno successivamente a dare nuovo impulso al teatro lirico nella capitale alsaziana occupata dopo il 1870. Per quanto riguarda il comune, organizzò il quadro necessario per dare allo stabilimento i mezzi per funzionare e anche per dotarlo dei finanziamenti aggiuntivi necessari. La concessione comunale diventerà progressivamente maggioritaria; nel 1934 rappresentava l'80% del budget totale contro il 2,1% delle entrate della dotazione Apffel (il resto proviene dalle tasse di iscrizione degli studenti).
Dalla sua creazione il conservatorio ha svolto un ruolo considerevole nella vita musicale locale. Prevede in abbonamento i concerti tenuti dall'Orchestra composta da docenti. Nel 1875 questo insieme divenne permanente, con la gestione sotto diretta supervisione, con il direttore del conservatorio che ancora assicurava la gestione congiunta delle due istituzioni.
Nel 1919, dopo il ritorno dell'Alsazia-Lorena alla Francia, il governo concesse alla città l'ex Landtag (palazzo del parlamento regionale) Place de la République, costruito sotto l'annessione tedesca. Sarà assegnato l'anno successivo al conservatorio, su urgente richiesta del suo nuovo direttore Guy Ropartz, che rifiutava di stabilirsi nell'ex palazzo imperiale (attuale Palais du Rhin), che descriveva come un "edificio triste".
Successivamente fu sempre dal potere centrale francese che sarebbe arrivato il cambiamento quando, nel 1969, sotto l'egida di Marcel Landowski, la direzione Musica e Danza, propose al comune di Strasburgo di aderire al nuovo quadro nazionale per gli istituti regionali di educazione musicale patrocinato dal Ministero della Cultura. Il cambiamento che oggi fa del conservatorio comunale un conservatorio nazionale regionale (CNR) non è solo una questione di nome. Ne derivano nuovi standard per i corsi, i diplomi e lo status del personale docente e amministrativo. Devono superare i concorsi nazionali (CA) per docenti e direttori, indetti dal Ministero della Cultura. Con la creazione del servizio civile territoriale, nel 1986, gli statuti sono cambiati e le nuove normative di settore obbligano docenti e dirigenti a sostenere un concorso statale indetto dal Centro nazionale per il servizio civile territoriale (CNFPT). Infine l'istituzione è sotto il controllo educativo dell'ispettorato musicale del Ministero della Cultura.
Finanziariamente il CNR ottenne anche con questo cambio di status un sussidio ministeriale per coprire circa il 10% del proprio budget di esercizio. Le nuove norme e gli sviluppi voluti negli anni '70 dal comune e dall'allora direttore Louis Martin, in particolare un sostanziale aumento del numero di studenti e il reclutamento di musicisti di fama, portarono a un raddoppio del budget del CNR tra il 1970 e il 1978.

### I successivi luoghi di insediamento del conservatorio

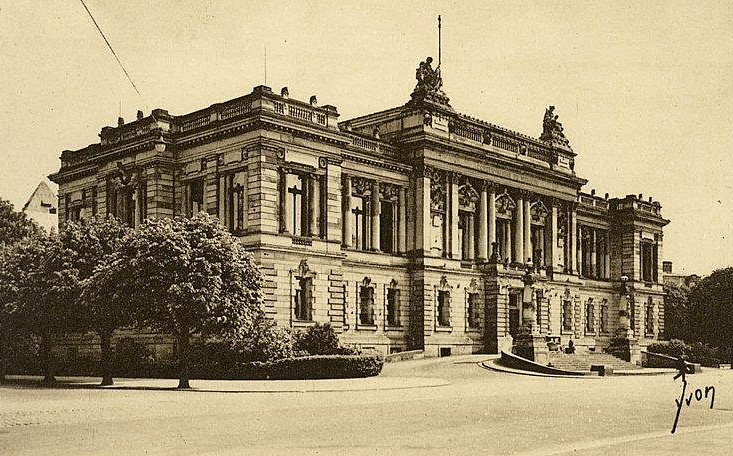
Il conservatorio nel vecchio palazzo del Parlamento Regionale (1920)

Il conservatorio di Strasburgo fu situato per la prima volta ad Aubette, poi nel 1920 nell'ex palazzo del parlamento regionale. La questione della posizione divenne gradualmente problematica. Dopo averlo occupato da solo fino al 1947, era dotato di una sala da concerto di 400 posti con organo Cavaillé-Coll-Mutin, dovette dividere l'edificio con il Teatro Nazionale di Strasburgo (TNS), che rese necessario trovare, alla fine degli anni '60, ulteriori locali nelle vicinanze per far fronte all'aumento del personale.

Nel 1995 il CNR abbandonò definitivamente l'edificio, che lo Stato assegnò poi completamente al TNS e alla sua scuola di formazione. La città sviluppò una zona industriale abbandonata (La Laiterie) che assegnò all'istituto di istruzione specializzato, in attesa della costruzione di una Cité de la musique et de la danse. Fu inaugurata nel 2006 e dispone di un auditorium da 500 posti, una sala da 200 posti e una biblioteca musicale.

### Direttori successivi
- Hans Pfitzner
- Guy Ropartz
- Fritz Münch
- Louis Martin
- Jean-Sébastien Béreau
- Jean-Paul Baumgartner
- Marie-Claude Ségard

L'organista Vincent Dubois fu nominato direttore del Conservatorio e dell'Accademia Superiore di Musica dal 1 gennaio 2012.

## Il CRR oggi
Il CRR di Strasburgo conta circa 1.850 studenti (2020-2021), suddivisi in 14 dipartimenti, 185 docenti, alcuni dei quali lavorano part-time come capo cattedra presso l'Orchestra filarmonica di Strasburgo o suonano in gruppi come Les Percussions de Strasbourg, l'Opéra du Rhin, Accroche Notes e il Parlement de Musique.
Inoltre, tra il 1992 e il 2007, in collaborazione con il Festival Musica, ha ospitato compositori in residenza.

### Diplomi conseguiti
Il conservatorio rilascia un certificato in studi musicali e un certificato in studi coreografici, nonché diplomi in studi coreografici, musicali e teatrali.

### Formazione scolastica
In ambito musicale il conservatorio svolge attività didattica sugli archi (violino, viola, violoncello, contrabbasso), legni (flauti, oboe, fagotto, sassofono, clarinetto), ottoni (corno, tromba, trombone, tuba) e strumenti polifonici (pianoforte, fisarmonica, chitarra, arpa, organo, percussioni). Vengono proposti anche corsi di canto, composizione e composizione, musica antica e improvvisata.
Le danze classiche e contemporanee fanno parte dell'offerta coreografica del conservatorio così come un corso di recitazione.

### Partnership
Il conservatorio, in collaborazione con l'Educazione Nazionale, fa parte di un ciclo di lezioni con orari flessibili. Partecipano a questo programma le scuole elementari Saint-Jean, Sainte-Madeleine, Gustave-Doré e Neufeld (musica), Louvois (danza), i collegi Pasteur e Foch (musica e danza) e il liceo Marie Curie.

## Accademia Superiore di Musica di Strasburgo
Dal 1 gennaio 2011 i cicli di laurea che portano al DNSPM, al DE e al DUMI e al master professionale in Composizione e interpretazione musicale sono forniti dall'Accademia Superiore di Musica di Strasburgo integrata nella Haute école des arts du Rhin in partenariato con l'Università di Strasburgo.

## Elenco dei compositori in residenza
In collaborazione con il Festival della Musica
- Klaus Huber (1992),
- Michèle Reverdy (1993),
- Ahmed Essyad (1994),
- Ivan Fedele (1996),
- Georges Aperghis (1997 et 1998),
- Luis de Pablo et Ramon Lazkano (1999),
- Pascal Dusapin (2000),
- Thierry de Mey (2001 et 2002),
- Yan Maresz (2003 et 2004),
- Kaija Saariaho (2005),
- Rodolphe Burger (2006 et 2007).
- Philippe Manoury (2013-2016)

### Osservazioni
1. ↑  Sul modello del Conservatorio di Parigi e della sua orchestra della società dei concerti del conservatorio